# 400 metri ostacoli
I 400 metri ostacoli sono una specialità olimpica dell'atletica leggera sia maschile che femminile.

## Caratteristiche
Gli ostacoli sono dieci per ogni concorrente ed hanno un'altezza di 0,762 m per le donne e di 0,914 m per gli uomini. Il primo ostacolo è posto a 45 m di distanza dalla linea di partenza, i successivi nove sono a 35 m l'uno dall'altro. Il traguardo è collocato a 40 m dall'ultimo ostacolo. Abbattere gli ostacoli non comporta alcuna penalità, ma rallenta l'azione dell'atleta e rischia di fargli perdere l'equilibrio.
I 400 metri ostacoli vengono colloquialmente chiamati "ostacoli bassi" in contrapposizione agli "ostacoli alti" dei 60 metri ostacoli (specialità indoor), 100 metri ostacoli (specialità femminile) e 110 metri ostacoli (specialità maschile), dove si utilizzano barriere poste ad altezze superiori.

## Record

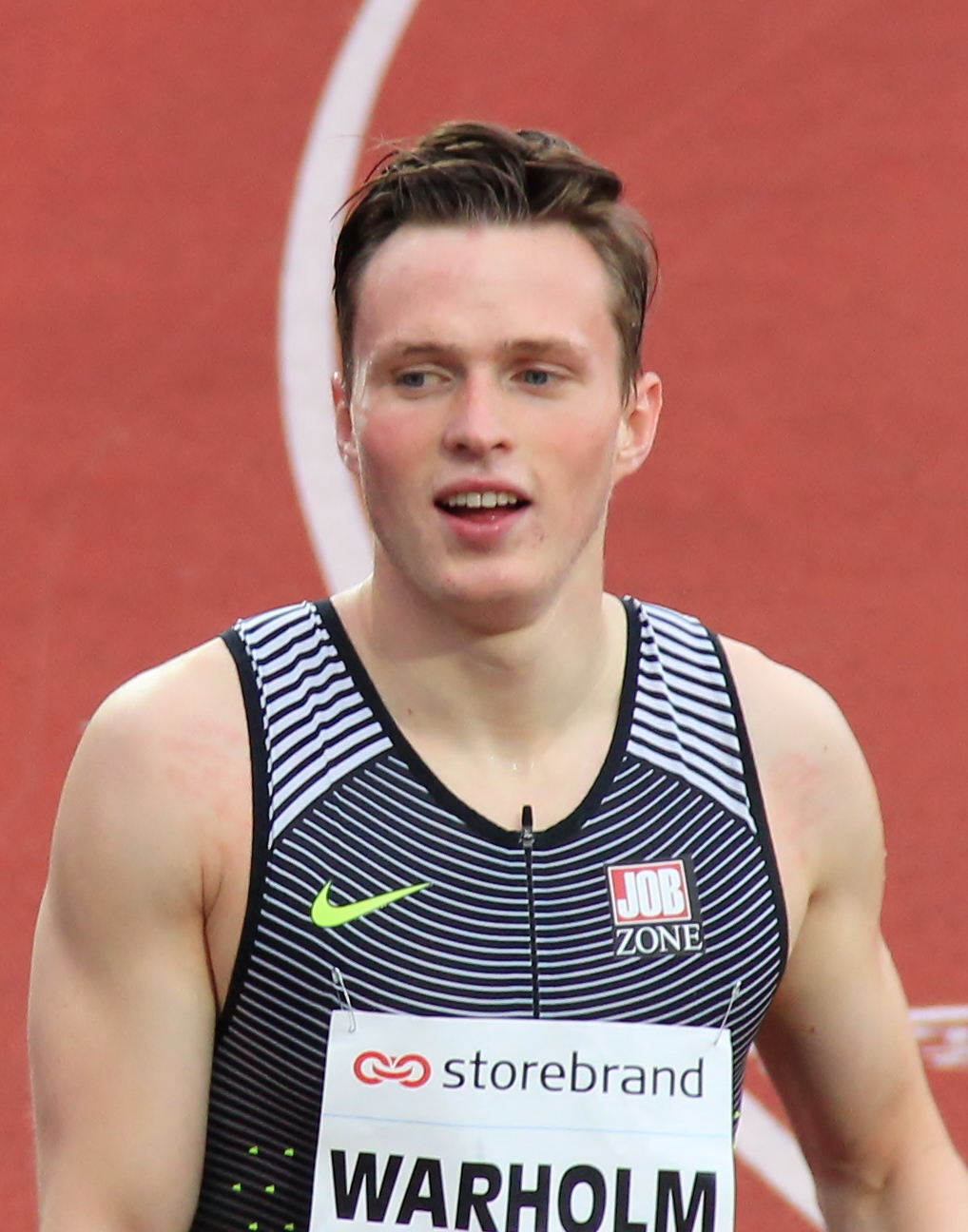
Karsten Warholm, detentore del record mondiale maschile di specialità

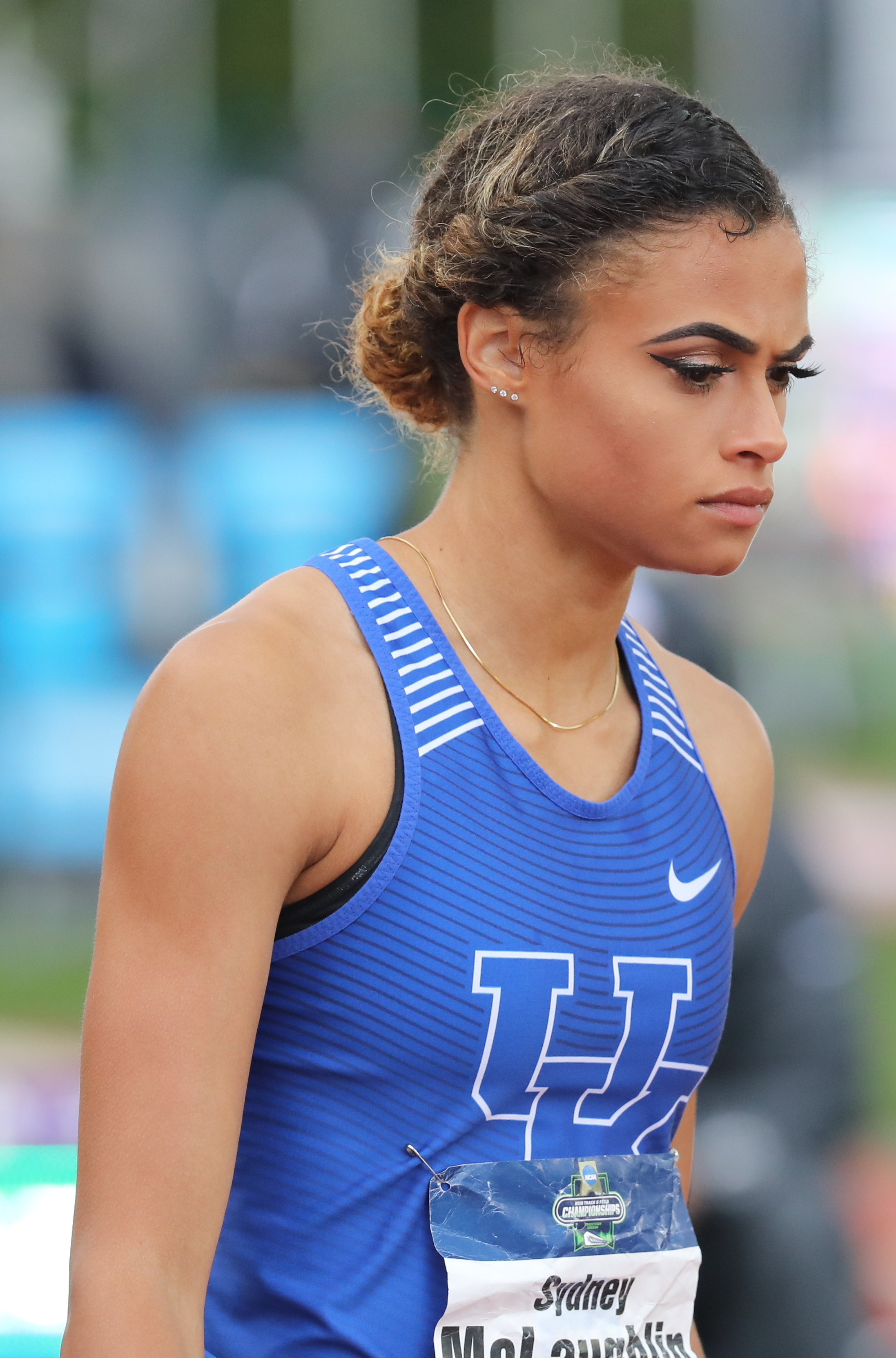
Sydney McLaughlin, primatista mondiale femminile

Il record mondiale maschile dei 400 m ostacoli è stato stabilito il 3 agosto 2021 ai Giochi olimpici di Tokyo dal norvegese Karsten Warholm con il tempo di 45"94, mentre il record femminile, stabilito il 8 agosto 2024 ai Giochi olimpici di Parigi, appartiene alla statunitense Sydney McLaughlin col tempo di 50"37 .

### Maschili
Statistiche aggiornate al 19 luglio 2022.
|                             | Tempo | Atleta             | Luogo   | Data           |
| --------------------------- | ----- | ------------------ | ------- | -------------- |
| Record mondiale             | 45"94 | Karsten Warholm    | Tokyo   | 3 agosto 2021  |
| Record olimpico             | 45"94 | Karsten Warholm    | Tokyo   | 3 agosto 2021  |
| Record africano             | 47"10 | Samuel Matete      | Zurigo  | 7 agosto 1991  |
| Record asiatico             | 46"98 | Abderrahman Samba  | Parigi  | 30 giugno 2018 |
| Record europeo              | 45"94 | Karsten Warholm    | Tokyo   | 3 agosto 2021  |
| Record nord-centroamericano | 46"17 | Rai Benjamin       | Tokyo   | 3 agosto 2021  |
| Record oceaniano            | 48"28 | Rohan Robinson     | Atlanta | 31 luglio 1996 |
| Record sudamericano         | 46"29 | Alison dos Santos  | Eugene  | 19 luglio 2022 |
| Record nazionale            | 47"50 | Alessandro Sibilio | Roma    | 11 giugno 2024 |

### Femminili
Statistiche aggiornate al 8 agosto 2024.
|                             | Tempo | Atleta               | Luogo     | Data              |
| --------------------------- | ----- | -------------------- | --------- | ----------------- |
| Record mondiale             | 50"37 | Sydney McLaughlin    | Parigi    | 8 Agosto 2024     |
| Record olimpico             | 50"37 | Sydney McLaughlin    | Parigi    | 8 agosto 2024     |
| Record africano             | 52"90 | Nezha Bidouane       | Siviglia  | 25 agosto 1999    |
| Record asiatico             | 53"09 | Kemi Adekoya         | Budapest  | 24 agosto 2023    |
| Record europeo              | 50"95 | Femke Bol            | Bruxelles | 14 luglio 2024    |
| Record nord-centroamericano | 50"37 | Sydney McLaughlin    | Parigi    | 8 agosto 2024     |
| Record oceaniano            | 53"17 | Debbie Flintoff-King | Seul      | 28 settembre 1988 |
| Record sudamericano         | 53"69 | Gianna Woodruff      | Eugene    | 20 luglio 2022    |
| Record nazionale            | 53"89 | Ayomide Folorunso    | Budapest  | 22 agosto 2023    |

Legenda:
: record mondiale
: record olimpico
: record africano
: record asiatico
: record europeo
: record nord-centroamericano e caraibico
: record oceaniano
: record sudamericano
: record italiano

## Migliori atleti

### Maschili
Statistiche aggiornate al 19 luglio 2022.
|     | Tempo | Atleta            | Luogo       | Data              |
| --- | ----- | ----------------- | ----------- | ----------------- |
| 1.  | 45"94 | Karsten Warholm   | Tokyo       | 3 agosto 2021     |
| 2.  | 46"17 | Rai Benjamin      | Tokyo       | 3 agosto 2021     |
| 3.  | 46"29 | Alison dos Santos | Eugene      | 19 luglio 2022    |
| 4.  | 46"78 | Kevin Young       | Barcellona  | 6 agosto 1992     |
| 5.  | 46"98 | Abderrahman Samba | Parigi      | 30 giugno 2018    |
| 6.  | 47"02 | Edwin Moses       | Coblenza    | 31 agosto 1983    |
| 7.  | 47"03 | Bryan Bronson     | New Orleans | 21 giugno 1998    |
| 8.  | 47"08 | Kyron McMaster    | Tokyo       | 3 agosto 2021     |
| 9.  | 47"10 | Samuel Matete     | Zurigo      | 7 agosto 1991     |
| 10. | 47"19 | André Phillips    | Seul        | 25 settembre 1988 |

### Femminili
Statistiche aggiornate al 14 luglio 2024.
|     | Tempo | Atleta                    | Luogo             | Data              |
| --- | ----- | ------------------------- | ----------------- | ----------------- |
| 1.  | 50"37 | Sydney McLaughlin-Levrone | Parigi            | 8 agosto 2024     |
| 2.  | 50"95 | Femke Bol                 | La Chaux-de-Fonds | 14 luglio 2024    |
| 3.  | 51"58 | Dalilah Muhammad          | Tokyo             | 4 agosto 2021     |
| 4.  | 51"87 | Anna Cockrell             | Parigi            | 8 agosto 2024     |
| 5.  | 52"29 | Jasmine Jones             | Parigi            | 8 agosto 2024     |
| 6.  | 52"34 | Julija Pečënkina          | Tula              | 8 agosto 2003     |
| 7.  | 52"39 | Shamier Little            | Stoccolma         | 4 luglio 2021     |
| 8.  | 52"42 | Melanie Walker            | Berlino           | 20 agosto 2009    |
| 9.  | 52"47 | Lashinda Demus            | Daegu             | 1º settembre 2011 |
| 10. | 52"51 | Rushell Clayton           | Kingston          | 28 giugno 2024    |